# Jean Pépin (philosophe)
Pour les articles homonymes, voir Jean Pépin et Pépin.
Jean Pépin (né le 30 mars 1924, décédé le 10 septembre 2005) est un philosophe français spécialisé dans l'histoire de la philosophie antique. Ses travaux ont eu une grande influence sur l'étude du néoplatonisme.

## Parcours
De 1942 à 1948, il étudie la philosophie et la théologie à Toulouse. En 1950, il est admis au CNRS, où il fonde en 1969 l'équipe de recherche « Histoire des doctrines de la fin de l'Antiquité et du haut Moyen âge » (UPR76) qu'il dirigera jusqu'en 1986. Parallèlement, il enseigne à partir de 1963 à l'École pratique des hautes études (IVe section : Sciences historiques et philologiques). En 1979, il fonde la collection « Histoire des doctrines de l'Antiquité classique » chez Vrin.